# Microgenere
In musica, un microgenere è un genere di nicchia con caratteristiche particolarmente peculiari.
Fra i microgeneri si contano la chillwave, la witch house, il seapunk, lo shitgaze, la vaporwave, il pornogrind, il cloud rap, l'hyperpop e il synth funk. Questi non sono da confondere con le scene regionali come la scena di Canterbury, il madchester o il baggy.

## Storia
Qualcuno fa risalire l'origine dei microgeneri agli anni settanta, quando alcuni artisti iniziarono a dare al loro stile musicale una definizione più accurata e specifica di quella a cui venivano generalmente associati.
Agli inizi degli anni 2010, la maggior parte di quelli che oggi vengono considerati microgeneri erano menzionati nei vari punti vendita virtuali. L'esplosione dei microgeneri del XXI secolo fu in parte una conseguenza dei "progressi del software, delle connessioni Internet più veloci e della proliferazione della musica globalizzata". Jonny Coleman di Pitchfork affermò che "la linea che separa un genere reale che sembra falso e un genere falso che potrebbe essere reale è più sottile che mai, se inesistente. Questa è la valle dei generi misteriosi in cui vivono e per cui vivono gli editori e i neologisti." Anche Thomas Britt di PopMatters affermò che "il numero sbalorditivo di nicchie create da scrittori e commentatori per 'distinguere' gli artisti è in definitiva vincolante: se una band suona e si adatta a una categoria, è probabile che le sue fortune siano legate alla durata di conservazione di quella categoria."
Nel 2010, Llewellyn Hinkes Johns di The Atlantic fece riferimento alla successione di chillwave, glo-fi e pop ipnagogico come "primo esempio" di un ciclo che coinvolge l'invenzione di una nuova categoria che viene "sfacciatamente denunciata, a volte nello stesso articolo". La chillwave, il cui nome venne coniato sarcasticamente in un post sul blog del 2009, è uno dei primi generi musicali a nascere online. Il termine non ebbe grande notorietà fino all'inizio del 2010, quando lo stile divenne oggetto di articoli da parte del Wall Street Journal e del New York Times. Dave Schilling di Grantland descrisse la denominazione della chillwave come un momento cruciale e sostenne che "la musica avrebbe potuto disporre di generi esistenti come lo shoegaze o il dream pop, ma creando un termine dal nulla ha rivelato quanto etichette come quella siano davvero arbitrarie e prive di significato. Non era una scena ma la parodia di una scena, nonché un momento determinante per la blogosfera musicale e il suo ultimo sussulto".